# El Limón, Chilapa de Álvarez
El Limón är en ort i Mexiko.   Den ligger i kommunen Chilapa de Álvarez och delstaten Guerrero, i den södra delen av landet, 210 km söder om huvudstaden Mexico City. El Limón ligger 1 514 meter över havet och antalet invånare är 331.
Terrängen runt El Limón är kuperad. Runt El Limón är det ganska glesbefolkat, med 42 invånare per kvadratkilometer. Närmaste större samhälle är Chilapa de Alvarez, 4,5 km nordost om El Limón. Omgivningarna runt El Limón är en mosaik av jordbruksmark och naturlig växtlighet.